# Coupe du Zaïre de football 1974
Navigation
Championnat du Zaïre 1973 Championnat du Zaïre 1975
La saison 1973 du Championnat du Zaire de football est la quatorzième édition de la première division au Zaïre .La compétition rassemble les meilleures équipes du pays.

## Compétition

### Phase finale
Participants :
- CS Imana
- AS Vita Club
- FC St Eloi

### Vainqueur
- CS Imana